# Они Рајасари
Они Рајасари (фин. Onni Rajasaari; Ханко, 2. март 1910 — Ханко, 12. новембар 1994) бивши је фински атлетичар специјалиста за троскок и скок удаљ.
На Олимпијским играма 1932.. Они Рајасари је троскокм од 14,15 метара био једанаести. Две године касније на 1. Европском првенству на отвореном у Торину је троскоком од 14,74 метара, освојио је бронзану медаљу, 15 центиметара иза победника Вилема Петерса из Холандије.
На другом учешћу на Олимпијским играма у Берлину 1936. био је тринаести са 14,59 метара. Напокон је на 2. Европском првенству на отвореном у Паризу 1938, Рајасари освојио златну медаљу са 15.32 метара, испред свог сународника Јоуко Норена који је скочио 14,95 метара.
Они Рајасари је био фински првак у троскоку од 1933. до 1939. године, а скоку удаљ 1938. године. У троскоку је последњи пут скакао на финском првенству 1945, када је освојио четврто место. Његов најбољи резултат у троскоку никад није није био европски рекорде, али је као фински рекорд трајао од 1939. до 1956. године.

## Лични рекорди
- скок удаљ: 7,05 м (1936)
- троскок: 15,52 м (16, јул 1939. Лахти)